# Pier Maria Rosso di San Secondo
Pier Maria Rosso di San Secondo, född den 30 november 1887 i Caltanisetta, död den 22 november 1956 i Lido di Camaiore, var en italiensk författare.
Rosso di San Secondo studerade vid universitetet i Rom, företog vidsträckta resor och deltog i första världskriget. Av hans många böcker bör nämnas novellerna L'occhio chiuso (1911), Elegie a maryke (1914), Io commemoro Loletta (1919) och Palamede. Remigia ed io (1920), romanerna La fuga (1917), La mia esistenza d'acquario (1919), Le donne senza amore (1920), Zagrù (1921) och La sinistra avventura (samma år) samt teaterpjäserna La sirena ricanta (1908), La madre (1918), Per fare l'alba (1919), Marionette, che passione! (1919) och La bella addormentata (samma år).